# Parafia św. Jana Nepomucena w Przysusze
Parafia św. Jana Nepomucena w Przysusze – jedna z 10 parafii rzymskokatolickich dekanatu przysuskiego.

## Historia
Parafia została erygowana 17 października 1764 z wydzielonego terenu parafii Skrzyńsko. Kościół obecny, z fundacji Urszuli z Morsztynów Dembińskiej starościny wolbromskiej, wybudowany był w latach 1780–1786, a konsekrowany pw. św. Jana Nepomucena i św. Ignacego Loyoli w 1786 przez bp. Jana Mikołaja Dębowskiego, sufragana gnieźnieńskiego. Restaurowany wewnątrz był w latach 1985–1989 staraniem ks. Bolesława Szymańskiego. Restauracja zewnątrz miała miejsce od 1993 staraniem ks. Edwarda Warchoła i ks. Stanisława Traczyńskiego. Kościół jest w stylu klasycystycznym, z elementami baroku, wzniesiony jest z kamienia ciosowego i cegły na zaprawie wapiennej.

## Duszpasterze

### Proboszczowie
- ks. Jan Dumania (1932–1953)
- ks. Bolesław Fochtman (1953–1981)
- ks. Bolesław Szymański (1981–1991)
- ks. Edward Warchoł (1991–1993)
- ks. kan. Stanisław Czesław Traczyński (1993–2021)
- ks. Sławomir Adamczyk (od 2021)

## Terytorium
- Do parafii należą: Przysucha - ul.: Aleja Jana Pawła II, Armii Krajowej, Brzozowa, Chopina, Cicha, Dembińskich, Dworcowa, Grodzka, Konopnickiej, Krakowska, Kręta, Krótka, Ks. Ściegiennego, Kusocińskiego, Legionów Polskich, Lubelska, Ogrodowa, Partyzantów, plac 3 Maja, plac kard. Wyszyńskiego, plac Kolberga, plac Żeromskiego, Polna, Porucznika Madeja, Przemysłowa, Radomska, Sienkiewicza, Słoneczna, Sportowa, Szkolna, Świętokrzyska (nr 1-22), Targowa, (nr 1-45), Warszawska, Wiejska, Żytnia oraz miejscowości: Jakubów, Kozłowiec, Lipno, Pomyków[1].